# Children of the Corn: Genesis
 (juin 2012).
Pour les articles homonymes, voir Genesis (film).
Série Les Démons du maïs
Children of the Corn
(2009) Children of the Corn: Runaway
(2018)
Pour plus de détails, voir Fiche technique et Distribution.
Children of the Corn: Genesis est un film d'horreur américain réalisé par Joel Soisson et sorti en 2011, directement en DVD.

## Synopsis
Tim et Allie cherchent un abri après s'être perdus dans une région déserte. En chemin, ils rencontrent un prédicateur qui leur permet, à contre-cœur, de passer la nuit dans la chapelle à la condition stricte d'être partis le lendemain matin et de ne pas errer « là où ils ne sont pas invités ». 
Cependant, quand le couple perçoit de faibles cris en provenance de l'une des dépendances, ils décident d'aller voir et tombent sur un culte étrange, adorant une entité qui aurait pris la forme d'un petit garçon…

## Fiche Technique
Genre : Horreur
Public : -12

## Distribution
- Billy Drago : le prédicateur
- Tim Rock : Tim
- Kelen Coleman : Allie
- Barbara Nedeljakova : Helen
- Dusty Burwell : l’enfant
- Duane Whitaker : Pritchett